# Lijst van nummer 1-hits in de Belgische iTunes Top 30 in 2010
Deze hits stonden in 2010 op nummer 1 in de Belgische iTunes Top 30:
| Nummer | Datum       | Artiest             | Titel                |
| ------ | ----------- | ------------------- | -------------------- |
| 1      | 31 oktober  | Duck Sauce          | Barbra Streisand     |
|        | 7 november  | Duck Sauce          | Barbra Streisand     |
| 2      | 14 november | The Black Eyed Peas | The time (Dirty bit) |
|        | 21 november | The Black Eyed Peas | The time (Dirty bit) |
|        | 28 november | The Black Eyed Peas | The time (Dirty bit) |
|        | 5 december  | The Black Eyed Peas | The time (Dirty bit) |
|        | 12 december | The Black Eyed Peas | The time (Dirty bit) |
|        | 19 december | The Black Eyed Peas | The time (Dirty bit) |
|        | 25 december | The Black Eyed Peas | The time (Dirty bit) |

2010 ·
2011 ·
2012 ·
2013 ·
2014 ·
2015